# JoJo
JoJo   (Brattleboro, 20 de desembre de 1990) nom artistic de Joanna Noëlle Blagden Levesque, és una cantant i actriu estatunidenca. Criada a Foxborough, Massachusetts, va començar a actuar en concursos de cant i espectacles de talent locals des de ben jove. El 2003, el productor discogràfic Vincent Herbert es va adonar d'ella després de competir al programa de televisió America's Most Talented Kids i li va demanar que fes una audició per al seu segell discogràfic Blackground Records. Després d'haver signat amb ells aquell mateix any, JoJo va llançar el seu àlbum d'estudi debut homònim l'any següent al juny de 2004. Va assolir el número quatre del Billboard 200 dels Estats Units i més tard va ser certificat platí per la Recording Industry Association of America (RIAA), venent més de quatre milions de còpies a tot el món.
Amb el seu senzill debut "Leave (Get Out)" aconseguint el cim de la llista Billboard Mainstream Top 40 dels EUA, JoJo es va convertir en l'artista solista més jove de la història a encapçalar la llista als 13 anys. La cançó va assolir el lloc 12 al Billboard Hot 100 i va ser certificada or de la RIAA juntament amb el seu senzill "Baby It's You". El seu segon àlbum d'estudi "The High Road" (2006) va generar el seu primer èxit de Billboard Hot 100 "Too Little Too Late", aconseguint el número tres, convertint-se en el seu primer senzill en ser certificat platí per la RIAA. L'àlbum va ser més tard certificat or, venent més de tres milions de còpies a tot el món fins. Les disputes amb les discogràfiques van retardar JoJo de llançar comercialment el seu tercer àlbum d'estudi; va llançar dos mixtapes de manera independent, "Can't Take That Away from Me" (2010) i "Agápē" (2012). Després del seu llançament contractual, JoJo va signar amb Atlantic Records el 2014 i va llançar la seva primera obra comercial ampliada III (2015) abans que finalment es materialitzés el seu tercer àlbum d'estudi "Mad Love" (2016), convertint-se en el seu tercer àlbum entre els deu primers al Billboard 200. JoJo va marxar. Atlantic l'any següent i va fundar el seu propi segell discogràfic Clover Music a través d'una empresa conjunta amb Warner Records, on va tornar a gravar i va tornar a llançar el seu debut i segon àlbum com el primer projecte del segell el desembre de 2018. El quart àlbum d'estudi de JoJo "Good to Know" es va publicar l'1 de maig de 2020 i va rebre crítiques positives. El primer senzill de l'àlbum, "Man", es va publicar el març de 2020. Després d'aquest àlbum, JoJo va llançar el seu primer àlbum de Nadal anomenat "December Baby" l'octubre de 2020.
A més de la seva carrera musical, JoJo també ha seguit una carrera d'actriu. El 2006, va fer el seu debut al llargmetratge a la pantalla a Aquamarine (en català Aiguamarina) i R.V. al costat de Robin Williams. També ha tingut aparicions com a convidada en diversos programes de televisió començant per The Bernie Mac Show (2002), American Dreams (2004), Romeo! (2006), Hawaii Five-0 (2011) i Lethal Weapon (2017). Altres pel·lícules en què ha aparegut JoJo inclouen la pel·lícula de Lifetime Television True Confessions of a Hollywood Starlet (2008) i G.B.F. (2013).
El 2007, JoJo havia venut més de set milions de discos a tot el món, incloent 2,1 milions d'àlbums i quatre milions de descàrregues digitals només als Estats Units.

## Biografia
Joanna Noëlle Levesque va néixer el 20 de desembre de 1990 a Brattleboro, Vermont, però es va criar a Keene, New Hampshire, i Foxborough, Massachusetts. És d'ascendència francocanadenca, anglesa, escocesa, irlandesa i polonesa. Va créixer en un apartament d'una habitació a Foxborough en una família de baixos ingressos. El seu pare, Joel Maurice Levesque (1955 - 2015), va cantar com a aficionat, i la seva mare, Diana Levesque (de soltera Blagden) va cantar en un cor de l'església catòlica i es va formar en teatre musical. Els pares de JoJo es van divorciar quan ella tenia quatre anys, i la seva mare la va criar com a filla única. El nom JoJo era un sobrenom de la infància.
De petita, JoJo escoltava mentre la seva mare practicava himnes. Va començar a cantar quan tenia dos anys imitant tot, des de cançons infantils fins a cançons de R&B, jazz i soul. De petita, a JoJo li agradava assistir a festivals nadius americans i actuava localment en teatres professionals.
Als set anys, JoJo va aparèixer al programa de televisió Kids Say the Darndest Things: On the Road a Boston amb el còmic i actor nord-americà Bill Cosby, i va cantar una cançó de la cantant Cher. Després d'audicionar al programa de televisió Destination Stardom, JoJo va cantar els èxits de 1967 d'Aretha Franklin "Respect" i "Chain of Fools". Poc després, The Oprah Winfrey Show va contactar amb ella, convidant-la a actuar. Als onze anys, va actuar a Maury durant un episodi de "nens amb talent" el 2002.

## Carrera

###### 1998–2005: Inicis i JoJo
Als sis anys, a JoJo se li va oferir un contracte discogràfic, però la seva mare el va rebutjar perquè creia que JoJo era massa jove per a una carrera musical. Després d'aparèixer en diversos programes de tertúlia, el McDonald's Gospelfest, interpretar "I Believe in You and Me" de Whitney Houston i competir al programa de televisió, America's Most Talented Kids (perdent davant Diana DeGarmo), el productor discogràfic Vincent Herbert la va contactar i li va demanar que audició per a Blackground Records. Durant la seva audició per a Barry Hankerson, Hankerson li va dir que l'esperit de la seva neboda, la difunta cantant Aaliyah, l'havia portat a ell. Va signar amb el segell i va tenir sessions de gravació amb els productors The Underdogs i Soulshock & Karlin. La demostració en directe de JoJo, Joanna Levesque, gravada el 2001, inclou versions de cançons de soul i R&B, com ara "Mustang Sally" de Mack Rice de 1965, "It Ain't Always What You Do (It's Who You Let See You Do It)" de 1989 d'Etta James. ", "Chain of Fools" d'Aretha Franklin de 1968 i "The House That Jack Built" de 1969, "See Saw" de The Moonglows de 1956, "Superstition" de Stevie Wonder de 1972 i "Shakey Ground" de The Temptations de 1975.
El 2003, als 12 anys, JoJo va signar amb Blackground Records i Da Family i va començar a treballar amb productors per al seu primer àlbum. El senzill debut de JoJo amb la certificació d'or "Leave (Get Out)" va ser llançat el 2004. Abans del llançament de l'àlbum, JoJo es va embarcar en la seva primera gira, el Cingular Buddy Bash amb la cantant de pop rock Fefe Dobson, el duo de hip hop Young Gunz, la banda de metall alternatiu Zebrahead i les estrelles pop adolescents Ryan Cabrera i Busted. Com les gires de debut de Tiffany i Britney Spears abans que ella, es va aturar a nou centres comercials, començant al Northlake Mall d'Atlanta i acabant a South Shore Plaza, a prop de la seva ciutat natal de Foxborough. Quan el senzill va assolir el número u a la llista Mainstream Top 40, es va convertir, als tretze anys, en l'artista solista més jove a tenir un senzill número u als Estats Units. El primer senzill va ser nominat com a Millor Artista Nou als MTV Video Music Awards de 2004, fet que va fer de JoJo el més jove nominat als MTV Video Music Award. El seu primer àlbum, JoJo, que va vendre platí, va ser llançat l'any 2004, aconseguint el número quatre del Billboard 200 dels Estats Units i el número deu dels millors àlbums de R&B/Hip-Hop, venent 95.000 còpies en la seva primera setmana i arribant als quaranta primers. la llista d'àlbums del Regne Unit. El desembre de 2004, va ser nominada com a artista nova femenina de l'any i com a single mainstream Top 40 de l'any als Billboard Music Awards. També és l'artista més jove a ser nominada als Billboard Music Awards. El seu segon senzill, llançat el setembre de 2004, el venedor d'or "Baby It's You", que compta amb el raper Bow Wow, va assolir el número vint-i-dos als Estats Units i el vuitè al Regne Unit. L'últim senzill de l'àlbum, "Not That Kinda Girl", va ser llançat el 2005 i va assolir el número vuitanta-cinc a Alemanya.
El 2005, JoJo va participar a "Come Together Now", un senzill benèfic en benefici de les víctimes del tsunami asiàtic del 2004 i l'huracà Katrina del 2005. Aquell any, la primera dama Laura Bush la va demanar per actuar en l'especial de Nadal de 2004 a Washington, emès per TNT i presentat pel Dr. Phil i la seva dona Robin McGraw. JoJo va organitzar i actuar al Concert Hope Rocks el 2005 en benefici del City of Hope National Medical Center, i va ser coamfitrió del compte enrere del canal de TV Guide de 2006 per als premis Grammy. El 2005, se li va oferir un paper a la sèrie de televisió de Disney Channel Hannah Montana, però va rebutjar el paper a favor de desenvolupar la seva carrera musical.

## 2006–2009: The High Road, problemes d'actuació i etiqueta
El 2006, JoJo va ser emesa al costat d'Emma Roberts i Sara Paxton a Aquamarine, interpretant a Hailey. La pel·lícula es va estrenar el 3 de març de 2006, estrenant-se al número cinc amb 7,5 milions de dòlars. La seva segona pel·lícula important, RV, una comèdia protagonitzada per Robin Williams, es va estrenar el 28 d'abril de 2006. Es va estrenar al número u i va recaptar 69,7 milions de dòlars. JoJo va haver d'audicionar per a la part cinc vegades, i finalment va substituir una actriu que ja havia estat seleccionada per al paper. El segon àlbum de JoJo, The High Road, va ser llançat el 17 d'octubre de 2006. L'àlbum va debutar al número tres del Billboard 200, venent 108.000 unitats. Va ser produït per Scott Storch, Swizz Beatz, J. R. Rotem, Corey Williams, Soulshock & Karlin i Ryan Leslie. Va rebre principalment crítiques positives. L'estiu de 2006, el senzill principal del seu segon àlbum, "Too Little Too Late", va ser llançat a les emissores de ràdio. "Too Little Too Late" va batre el rècord del salt més gran als tres primers llocs de la llista Billboard Hot 100, passant del número 66 al número tres en una setmana; aquest rècord el tenia anteriorment Mariah Carey amb el seu senzill de 2001 "Loverboy", que va passar del número 60 al número dos. El segon senzill de l'àlbum, "How to Touch a Girl", va tenir menys èxit. Va arribar a les llistes fora del Billboard Hot 100 i va assolir el número 76 del Billboard Pop 100. "Anything" va ser llançat com el tercer senzill amb poc èxit. L'àlbum va vendre més de 550.000 còpies i va ser certificat or per la RIAA el desembre de 2006.
El 20 de juliol de 2007, la versió de JoJo de "Beautiful Girls" de Sean Kingston es va filtrar a Internet titulada "Beautiful Girls Reply". Va debutar al número trenta-nou a la llista Billboard Rhythmic Top 40 un mes després. A finals de 2007, JoJo va declarar que escriuria cançons per al seu tercer àlbum, que es publicaria quan complís els 18 anys."Music News: Danity Kane Album Cover / Jojo Working on Album / Amerie & Def Jam?". February 14, 2008. Archived from the original on February 17, 2008. Retrieved February 14, 2008. Va dir que volia que els seus fans vegin creixement en la seva música.
En una entrevista d'abril de 2008, JoJo va declarar que estava escrivint i produint un àlbum proper a Boston i Atlanta. El 30 d'agost de 2008, JoJo va publicar la seva pròpia versió de la cançó "Can't Believe It", interpretada originalment per T-Pain. El 3 de juny de 2009, JoJo va declarar al seu compte de YouTube que estava esperant que la seva discogràfica signés un acord de distribució per llançar el seu àlbum. En pocs mesos, gairebé 20 de les seves cançons es van filtrar a través d'un canal de YouTube. L'agost de 2009, es va informar que JoJo va presentar una demanda a Nova York contra el seu segell discogràfic Da Family Entertainment per posar-la en els llimbs musicals. Segons els informes, va buscar 500.000 dòlars per als seus problemes i per ser alliberada del seu contracte. JoJo va ser alliberada del seu contracte l'octubre de 2009 i es va arribar a un acord amb Blackground Records per distribuir el tercer àlbum de JoJo per Interscope Records.
A finals de 2009, JoJo va aparèixer a Shock Value II de Timbaland com a artista a la cançó "Lose Control". També va aparèixer com a vocalista de fons a "Timothy Where You Been" del mateix àlbum amb la banda australiana Jet. El 10 de setembre, JoJo va revelar que viatjaria a Toronto per filmar una adaptació a la pantalla petita de True Confessions of a Hollywood Starlet de Lola Douglas i interpretar el paper de Morgan Carter, amb Valerie Bertinelli i Shenae Grimes. Va ser emès per Lifetime Television el 9 d'agost de 2008, i llançat en DVD el 3 de març de 2009.

## 2010–2013: Can't Take That Away from Me and Agápē

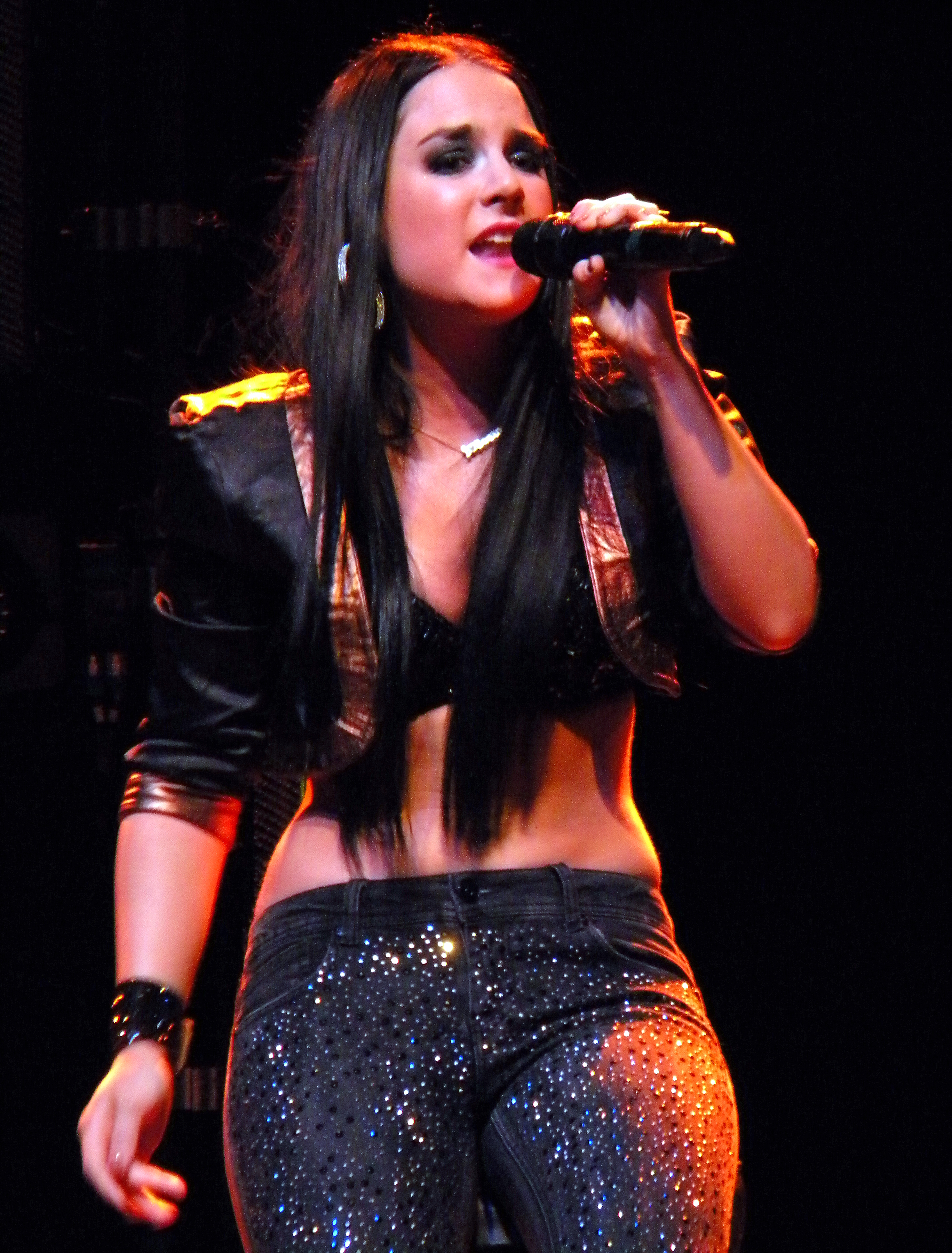
JoJo actua com a telonera de la gira Joe Jonas & Jay Sean a Atlanta, Geòrgia el 3 d'octubre de 2011.

Can't Take That Away from Me es va publicar com el primer mixtape de JoJo el setembre de 2010 i va generar el senzill "In the Dark". A finals de 2010, JoJo va fer un cameo en vídeos musicals de Keri Hilson i Clinton Sparks. El gener de 2011, JoJo va ser seleccionada en un episodi de Hawaii Five-0 de CBS com a Courtney Russell, la filla d'un científic del Tsunami Warning Center que desapareix la vigília d'una gran tempesta que colpeja la costa d'Honolulú. El febrer de 2011, JoJo va penjar un vídeo a YouTube anunciant que estava gravant un vídeo per a la seva cançó "The Other Chick" i que havia canviat el títol de l'àlbum dAll I Want Is Everything a Jumping Trains, afirmant que tenia desitjos. per "representar quelcom diferent; quelcom fresc". Se suposava que el seu primer senzill principal "The Other Chick" s'havia de llançar digitalment, però el segell va decidir fer-ho com un senzill popular. El juny de 2011, va llançar un remix de la cançó del raper Drake "Marvin's Room", rebatejada com "Marvin's Room (Can't Do Better)" a través del canal de YouTube de Rap-Up. JoJo va reescriure la cançó des d'una perspectiva femenina per expressar una frustració cap a un ex-amant i la seva suposada nova xicota. El mateix Drake va expressar el seu agraïment per la seva interpretació.
El 29 d'agost de 2011, "Disaster" va ser llançat a la ràdio dels Estats Units. La cançó la va veure continuar amb un estil similar als seus èxits anteriors, que va ser elogiat pels crítics per no "saltar al carro del synthpop", però també criticat per no mostrar gaire progressió després d'una pausa de cinc anys. "Disaster" va debutar al Billboard Hot 100 al número 87, però va caure fora de la llista la setmana següent. Això li va donar a JoJo el seu primer senzill des de "Too Little Too Late" el 2006. El senzill no va impactar cap llista internacional. En suport del senzill, va obrir la gira Joe Jonas & Jay Sean. JoJo va fer la seva primera interpretació televisiva de la cançó a Good Day Dallas el 29 de setembre, i més tard va actuar en una petita gira promocional per "Pinktober" per recaptar diners per a la investigació del càncer de mama durant el mes d'octubre. Un vídeo musical de la cançó es va estrenar al lloc web de JoJo el novembre de 2011. L'agost de 2011, JoJo va signar un acord promocional amb la roba HeartSoul per convertir-se en la nova cara de la seva col·lecció tardor/hivern. El desembre de 2011, JoJo va signar un acord amb la marca de cura de la pell Clearasil per convertir-se en la nova portaveu de PerfectaWash de Clearasil.
L'octubre de 2012, JoJo va ser emès i va començar a treballar a la pel·lícula G.B.F. JoJo va interpretar a Soledad Braunstein, que és la presidenta de la Gay Straight Alliance. La pel·lícula va ser rodada a Los Angeles durant 18 dies pel director Darren Stein. A principis de 2012, JoJo va fer una gira amb Big Time Rush durant cinc dates de la seva gira Better with U. Un senzill promocional, "Sexy to Me", va estar disponible per a la compra a iTunes i Amazon el 28 de febrer de 2012. JoJo, amb ganes d'anar en una nova direcció amb l'àlbum, va llançar "Demonstrate", produït per Noah "40" Shebib, el 17 de juliol de 2012. El seu llançament com a senzill va ser finalment descartat per motius desconeguts malgrat un vídeo musical que ja s'ha filmat.[Es necessita una font no primària]
Després que Blackground Records perdés el seu acord de distribució a través d'Interscope Records a finals de 2012, com a resultat una vegada més en el retard del llançament d'un àlbum, JoJo va començar a gravar material nou específicament per a un nou mixtape que es publicaria a finals d'any. ja que "no volia fer que els fans esperen més música nova". El 15 de novembre de 2012, va anunciar el llançament d'un mixtape, titulat Agápē, que significa "amor incondicional" en grec. El projecte es va llançar gratuïtament mitjançant descàrrega digital el 20 de desembre de 2012 el 22è celebrament del seu aniversari. En suport del mixtape, JoJo es va embarcar en la seva primera gira nord-americana, "The Agápē Tour". "We Get By" va ser llançat com a senzill principal del mixtape el 15 de novembre de 2012. "André" va ser llançat com el segon senzill de la mixtape el 30 de novembre de 2012, amb el vídeo musical de la cançó estrenat el 21 de març de 2013, a través de la revista Complex.

## 2014–2018: Label changes, III., Mad Love and re-releasing albums
El 30 de juliol de 2013, es va informar que JoJo havia presentat una demanda contra els seus segells Blackground Records i Da Family per "danys irreparables a la seva carrera professional". Els menors d'edat no poden signar contractes que durin més de set anys segons la llei de l'estat de Nova York i, per tant, afirma que, com que el seu contracte es va signar el 2004, el seu acord hauria d'haver expirat el 2011. El desembre de 2013, els advocats de JoJo i Blackground van acordar abandonar el cas, ja que ambdues parts van arribar a un acord fora del tribunal. El 14 de gener de 2014, es va anunciar que JoJo va ser alliberada de la seva batalla de diversos anys amb el segell i va signar un nou contracte de gravació amb Atlantic Records. El 14 de febrer, va llançar una obra ampliada, titulada #LoveJo, amb versions de tres cançons clàssiques, totes produïdes per Da Internz. El 16 de març de 2014, va actuar a South by Southwest (SXSW).
El 5 d'agost de 2015, el lloc web de JoJo sota Atlantic es va rellançar. El 20 d'agost de 2015, JoJo va llançar tres senzills simultàniament al III. reproducció estesa, que ella es va referir com un "tringle", com a avançament del seu tercer àlbum d'estudi. En suport del llançament, JoJo es va embarcar en la gira I Am JoJo, la seva primera gira mundial, el novembre de 2015. El 18 de desembre de 2015, JoJo va llançar la seqüela de #LoveJo, titulada #LoveJo2.
El juny de 2016, Fifth Harmony va anunciar que JoJo seria un de les teloneres de la seva gira 7/27. El 27 de juliol de 2016, JoJo va llançar el senzill principal "Fuck Apologies", amb el raper i company d'etiqueta Wiz Khalifa. Mad Love, el tercer àlbum d'estudi de JoJo es va publicar el 14 d'octubre de 2016, deu anys després del llançament de The High Road. L'àlbum va entrar i va assolir el punt més alt a la llista Billboard 200 al número 6. Al gener de 2017, JoJo es va embarcar en la gira Mad Love, una gira de concerts de quatre mesos per Amèrica del Nord i Europa.
L'agost de 2017, JoJo va anunciar la seva sortida d'Atlantic, juntament amb l'anunci de la seva nova empresa musical, Clover Music, en un acord conjunt amb Interscope. L'abril de 2018, va anunciar la gira Leaks, Covers, & Mixtapes, que va començar el 29 de maig. El 20 de desembre de 2018, el seu 28è aniversari, JoJo va anunciar plans per tornar a llançar el seu primer àlbum amb veus regravades. L'endemà, JoJo va tornar a llançar el seu àlbum debut i The High Road, així com els seus senzills "Demonstrate" i "Disaster", tots amb veus regravades i producció lleugerament reelaborada. Taylor Swift va utilitzar una tàctica similar anys més tard.

## 2019–present: Move to Warner and The Masked Singer
A partir del gener de 2019, segons Billboard, Clover Music ja no està afiliada a Interscope i ara s'associarà amb Warner Records. El 12 de febrer de 2019, JoJo va anunciar el llançament del senzill "Say So", que compta amb el cantautor de R&B PJ Morton, dos dies després, el 14 de febrer. "Say So" es va incloure com a single principal de l'àlbum de Morton, Paul. El 10 d'octubre de 2019, a través d'Instagram, JoJo va anunciar que llançaria el senzill "Joanna" a mitjanit, seguit de l'estrena del vídeo musical l'endemà. El 25 d'octubre, JoJo va col·laborar amb el raper d'Alabama i l'aleshores recent signat de Warner Records Chika en el senzill "Sabotage", que era el primer senzill del seu següent àlbum.
JoJo va anunciar un nou àlbum a través d'Instagram, Good to Know, que va ser llançat l'1 de maig de 2020. Una gira per donar suport a l'àlbum havia de començar l'abril de 2021. El senzill principal "Man" va ser llançat el 13 de març. 2020. El 3 d'agost de 2020, JoJo va anunciar el senzill "What U Need" a través d'Instagram. Va ser llançat el 7 d'agost de 2020, com el senzill principal de la versió de luxe de Good to Know, que va seguir el 28 d'agost de 2020. El 2 d'octubre de 2020, va llançar una cançó titulada "The Change", escrita per Diane Warren, per servir com a himne oficial de la campanya presidencial de Joe Biden 2020. El seu primer àlbum de vacances, December Baby, va ser llançat el 30 d'octubre del mateix any.
El gener de 2021, després de ser retardat dues vegades, JoJo va cancel·lar la gira "Good to Know" a causa de la naturalesa continuada de la pandèmia de la COVID-19. També va anunciar que planeja fer una gira el 2022 després de llançar un sisè àlbum d'estudi. Més tard, el 2021, JoJo va competir a la cinquena temporada de "The Masked Singer" com "Black Swan". Va acabar en segon lloc, convertint-se en la primera subcampiona femenina del programa. El 17 d'agost de 2021, va anunciar el seu primer projecte càpsula (EP de 12 cançons) Trying Not Think About It amb el primer senzill "Worst (I Assume)" llançat tres dies després. L'EP es va publicar l'1 d'octubre de 2021, seguit d'una gira de sis dates que va començar un dia després. Es va anunciar que el seu àlbum de debut original i "The High Road" es tornarien a publicar el 24 de setembre de 2021, per la segona encarnació de Blackground Records i Empire Distribution, però JoJo va animar els seus fans a no escoltar-lo a causa del absència de composició acreditada en els projectes originals. JoJo va contribuir a l'àlbum "All In de Stan Walker" del 2022, col·laborant en la cançó "Remember Us", que també va coescriure.

## Artística
Musicalment, es considera que JoJo és principalment una artista de pop i R&B; tanmateix, la majoria dels seus senzills tendeixen a inclinar-se més cap al primer com a eina de màrqueting. Norman Meyers de Prefix va observar que "Com a noia blanca adolescent cantant R&B convencional, els seus senzills s'han inclinat cap al pop per aconseguir vendes... Però la llista de productors de "The High Road"... mostra que Jojo està més preocupada pels ritmes més durs i amb ànima. sona." JoJo és una mezzosoprano i la seva veu cantant ha estat àmpliament aclamada pels crítics musicals, un dels quals la va classificar entre "les millors del joc", mentre que els seus enregistraments de R&B han estat en comparació amb els cantants de R&B Brandy i Monica. Descrivint-la com un "fenomen vocal", Leah Greenblatt d'Entertainment Weekly va entusiasmar que JoJo és "capaç de florir el registre superior a l'estil de Mariah Carey". Vocalment, els crítics solen fer comparacions entre JoJo i les cantants Kelly Clarkson i Beyoncé, mentre que Sal Cinquemani de Slant Magazine va comentar que la cantant "podria ser la propera Teena Marie".
De vegades, alguns dels seus materials i l'ús de melisma han estat criticats per ser sobreproduïts i utilitzats en excés, respectivament. Emma Morgan de Yahoo! La música va descartar a JoJo com "sense pietat de múltiples pistes a la J. Lo, la seva veu es va codificar de manera afalagadora mentre ella, massa notes, el seu camí a través d'una successió de ritmes i ganxos R'n'B que ho deuen tot a la màgia de l'estudi i poc a simple, composició de cançons", manca d'experiència i d'ànima. Tot i que admet que JoJo és "sorprenentment experta en cridar frenètic i posseït sexualment", Alex Macpherson de The Guardian creu que la cantant "és, tanmateix, en el seu millor moment quan dissecciona de manera compulsiva situacions emocionals directament de les pel·lícules de secundària a través de grans, cors sincers". Kelefa Sanneh, de The New York Times, va afegir a JoJo com "una estrella del pop adolescent amb veu de cantant de R&B", "pot superar gran part de la competència, però també significa més balades...i més poc creïble". lletres enamorades." Els primers records de la cançó de JoJo són interpretar cançons d'Etta James, Ella Fitzgerald, Mariah Carey i Whitney Houston per als clients de les perruqueries. El seu mixtape, Agápē, va ser influenciat pels músics Joni Mitchell i James Taylor.
JoJo posseeix un rang vocal de mezzosoprano, que Jordan Riefe de Maxim va descriure com "més adequat per al R&B." Quan va fer el seu debut principal el 2004, els crítics van notar immediatament que la destresa vocal i el material de JoJo superava la seva edat. Quan va llançar el seu senzill "Demonstrate" el 2012, els crítics van observar que tant la veu com les lletres de la cantant havien madurat al costat d'ella. Posteriorment, el segon mixtape de JoJo, Agápē, va cridar l'atenció tant dels crítics com de la pròpia família de la cantant pel seu contingut madur; Agápē presenta referències líriques a la beguda, l'abús de drogues i el sexe, que estaven absents dels seus llançaments anteriors "G-rated". El mixtape també aborda el seu conflicte amb el seu segell discogràfic. La imatge inicial de JoJo va seguir les tendències populars relacionades amb la cultura hip hop de l'època. La portada del primer àlbum de JoJo presenta la cantant amb una samarreta i una gorra, que Sal Cinquemani de Slant Magazine va descartar com a "artificial i calculat". Matt Collar, d'AllMusic, va escriure: "Jojo és un intèrpret segura i simpàtica que d'alguna manera pot encarnar el personatge yin-yang d'una animadora suburbana amb una actitud de hip-hop amb fones". Un model a seguir per als adolescents dels suburbis que parlen gangsta però que segueixen fent cotxe a l'escola al Kia Sorento de la mare." Alex Macpherson de The Guardian va comentar que "En una època d'Amys borratxos, Lilys gosset i Britneys, una estrella del pop tan saludable com JoJo. sembla gairebé pintoresc." Escrivint per a Prefix, Norman Meyers creu que JoJo "podria haver estat una extra de Mean Girls, però té talent" i "sembla més una Mariah Carey o Christina Aguilera de mida d'una pinta que no pas una maluc, sacsejant el clon de Britney".

## Vida personal
JoJo va viure a Edgewater, Nova Jersey, amb la seva mare, fins als 18 anys, quan es va traslladar sola a Boston durant un any. Ara resideix a Los Angeles.
JoJo va sortir amb el jugador de futbol nord-americà Freddy Adu des del maig del 2005 fins al setembre del 2006. La parella es va conèixer al programa de MTV Fake ID Club mentre JoJo l'acollia. JoJo va fer una aparició a la casella de comentaris en un partit a casa de la revolució de Nova Anglaterra quan jugaven a DC United. El novembre de 2006, The Washington Post va informar que la parella s'havia separat. JoJo va revelar a American Top 40 amb Ryan Seacrest que ella i Adu encara eren bons amics.
L'agost de 2009, JoJo es va graduar de l'escola secundària i va declarar que es mantindria centrada en projectes futurs. Va ser acceptada a la "Northeastern University" però no va assistir; va considerar especialitzar-se en antropologia cultural.
A part de cantar i actuar, JoJo també és partidari de diverses organitzacions benèfiques com Boys & Girls Clubs of America, World Vision, She's the First, Make A Wish Foundation i altres.
El desembre de 2021, JoJo va anunciar el seu compromís amb l'actor Dexter Darden de Saved by the Bell (2020).[136]

## Discografia
- JoJo (2004)
- The High Road (2006)
- Mad Love (2016)
- Good to Know (2020)
- December Baby (2020)
- Trying Not to Think About It (2021)